# Драга Гарашанин
Драга Гарашанин (Париз, 6. април 1921 — Београд, 12. октобар 1997) била је српски археолог.

## Биографија
Рођена је 1921. године у Паризу. Школовала се у Београду, са прекидом за време Другог светског рата. Постаје асистент-волонтер у Музеју кнеза Павла 1942, где сређује и класира необрађен материјал са бројних предратних ископавања.
Студије класичне филологије и археологије завршила је 1946. године. У краћем раздобљу била је управник Музеја града Београда, где је поставила темеље рада на археологији, на којима и данас почива рад у овом Музеју.
Повратком у Народни музеј 1950. године, стаје на чело Праисторијског одељења, коме је поставила основе и даље смернице раду на праисторији. На Универзитету у Љубљани одбранила је 1953. године докторску дисертацију Старчевачка култура.
Преминула је 1997. године у Београду. Њен супруг био је Милутин Гарашанин (археолог).